# Aurora (Reni)
L'Aurora (La Aurora) es un fresco barroco pintado en 1614 por Guido Reni en el techo del Casino (es decir, una casa de campo dedicada a la cacería) adyacente al Palazzo Pallavicini-Rospigliosi, en Roma. La pintura se considera la obra maestra de Reni en el formato del fresco.

## El Casino dell'Aurora
El casino y las pinturas fueron encargados por el cardenal Scipione Borghese, un destacado mecenas del arte. Los diseñadores del lujoso edificio fueron Giorgio Vasanzio y Carlo Maderno. La fachada da al pequeño jardín al lado del palacio. En las paredes de la sala hay cuatro frescos de Paul Bril que representan las cuatro Estaciones y dos Triunfos de Antonio Tempesta.

## El fresco de La Aurora
El fresco mide 2,8 metros de ancho y 7 metros de largo y se muestra dentro de un marco pintado. Representa a varios personajes de la mitología romana. A la derecha se encuentra Aurora, diosa del amanecer, con un vestido dorado ondulante y guirnaldas, volando sobre un paisaje en penumbra. Aurora lidera a Apolo, que la siguen desde su carro tirado por caballos y rodeado de mujeres que representan las "horas", las cuales traen luz al mundo. Sobre la cuadriga, en el cielo, vuela el Fósforo portando una antorcha, quien representa la estrella de la mañana.
Una interpretación de la obra es que los símbolos heráldicos incorporados estaban destinados a vincular al cardenal Scipione con Apolo, y su patrocinio del arte era una manera metafórica de traer "luz a la oscuridad".
El estilo de la obra muestra sobriedad clásica propia del renacimiento, con un número restringido de figuras, con poca emoción, sin enfatizar demasiado la anatomía muscular. Los personajes imitan las poses de los antiguos sarcófagos romanos que se exhibían en la colección de antigüedades del cardenal. El fresco ha sido comparado con un bajorrelieve visible en el Arco de Constantino, el cual muestra a Apolo en una cuadriga junto con fósforo. 
La pintura presta poca atención a la perspectiva. El estilo de colores vibrantes se contrapone a la violencia y el tenebrismo típico de Caravaggio y sus seguidores, a pesar de que Scipione Borghese fue uno de los primeros mecenas de Caravaggio.
No está claro cómo se relaciona el fresco del techo con las pinturas de Paolo Brill en las paredes o con los triunfos pintados por Antonio Tempesta. 